# Vrigny, Orne

Vrigny este o comună în departamentul Orne, Franța. În 1 ianuarie 2018 avea o populație de 375 de locuitori.